# Piet-Heynskruis

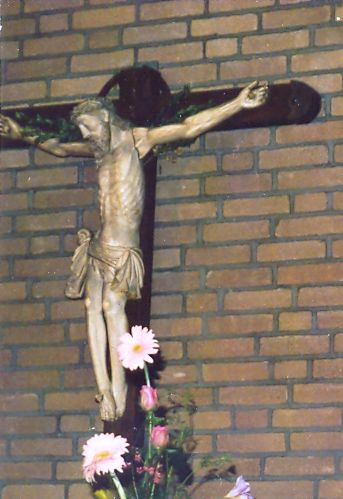
Piet-Heynskruis (1986)

Het Piet-Heynskruis is een kruisbeeld met een ivoren corpus dat zich reeds enkele eeuwen bevindt in de Sint-Antonius-Abtparochie in Rotterdamse stadsdeel Delfshaven.
Het Piet-Heynskruis is circa 1 meter lang en toont een dode Christusfiguur, met bijna geheel gestrekte armen die slechts iets boven de schouder uitsteken. Aan anatomische details, zoals aderen en ribben is zorgvuldig aandacht besteed.

## Geschiedenis
Volgens de overlevering werd bij de verovering van de Zilvervloot door Piet Heyn in 1628 uit de kajuit van het admiraalsschip van de Zilvervloot een ivoren kruisbeeld buitgemaakt. Dit kruisbeeld zou door de protestant Piet Heyn geschonken aan de rooms-katholieken van Delfshaven. De geschiedschrijver Rogier kon voor deze overlevering geen bewijzen vinden en gaat ervan uit dat het kruisbeeld na 1730 in Delfshaven is aangekomen en geeft aan dat met de verovering van de Zilvervloot ook een grote hoeveelheid religieuze voorwerpen is buitgemaakt.
Het kruisbeeld heeft gehangen in de parochiekerk aan de Havenstraat, vanaf 1918 in de noodkerk aan de Jan Kruijffstraat in Tussendijken en vanaf 1930 in de Sint-Antonius-Abtkerk van architect Kropholler.
In 1918 is het corpus gereinigd en op een eiken kruishout bevestigd omdat het originele kruishout niet meer aanwezig was. Na de sluiting van de Sint-Antonius-Abtkerk heeft het Piet-Heynskruis in diverse kerken van de parochie gehangen.
In 1996 is het Piet Heynskruis tentoongesteld in het Schielandshuis bij de tentoonstelling Verborgen kerkschatten 1400-2000.